# Матч за звание чемпиона мира по международным шашкам 1932
Чемпионат мира по международным шашкам среди мужчин 1932 года в матче разыгрывался с 4 по 8 мая в Париже между 42-летним чемпионом мира Мариусом Фабром и 17-летним претендентом на этот титул выходцем из Польши Морисом Райхенбахом (оба представляли Францию). Матч проходил в период раскола в шашечном мире. В Нидерландах в этот момент чемпионом мира признавался Бенедикт Шпрингер. Более опытный Мариус Фабр, несмотря на отставание в счете в матче, смог отыграться и выйти вперёд, и удержать победный счет.
Мариусу Фабру победа в матче в третий раз принесла чемпионский титул.
Морис Райхенбах стал чемпионом через год, в 1933-м, став самым юным чемпионом мира.

## Результаты
| ранг | страна  | имя             | 1 | 2 | 3 | 4 | 5 | 6 | 7 | 8 | 9 | 10 | очки |
| ---- | ------- | --------------- | - | - | - | - | - | - | - | - | - | -- | ---- |
| 1    | Франция | Мариус Фабр     | 1 | 1 | 0 | 1 | 2 | 1 | 1 | 2 | 1 | 1  | 11   |
| 2    | Франция | Морис Райхенбах | 1 | 1 | 2 | 1 | 0 | 1 | 1 | 0 | 1 | 1  | 9    |